# Беляев, Анатолий Иванович (металлург)
Анатолий Иванович Беляев (18 октября 1906, Москва — 4 июня 1967, Москва) — советский учёный в области металлургии цветных металлов и полупроводниковых материалов; доктор технических наук (1944), профессор (1944), член-корреспондент АН СССР (1960).

## Биография
Анатолий Беляев родился 5 октября (18 октября по новому стилю) 1906 года в городе Москве.
Первоначально обучался в московском трехклассном училище и средней школе, затем — во 2-м Московском промышленно-экономическом техникуме, который окончил в 1924 году. Работал в лаборатории товароведения этого же техникума. В 1927—1930 годах учился в Институте народного хозяйства, а в 1930—1931 годах — в московском Институте цветных металлов и золота им. М. И. Калинина по специальности «металлургия алюминия».
В 1931—1932 годах Беляев — инженер по монтажу технологического оборудования на строительстве Днепровского алюминиевого завода в Запорожье. В 1933 году вернулся в Москву и возглавил научно-исследовательское бюро Главного управления алюминиевой промышленноссти (Главалюминий) Наркомата тяжелой промышленности СССР.
В 1934—1937 годах — научный руководитель Московского филиала Всесоюзного алюминиево-магниевого института; одновременно с 1933 года работал в Московском институте цветных металлов и золота — ассистентом, затем доцентом (1938—1940) и заместителем декана металлургического факультета (1940—1941).
В 1941 году Беляев вступил в народное ополчение, участвовал в боевых действиях, был ранен, после чего в 1943 г. вернулся в институт и работал заведующим кафедры легких металлов (1943—1962 годы), став профессором в 1944 году. В 1945 году был членом комиссии по изучению технических достижений Германии.
В 1958 году решением Совета Министров СССР институт был переведён в Красноярск и переименован в Красноярский институт цветных металлов. Вместе с институтом переехал в Красноярск и Анатолий Иванович.
В 1960 г. за научные достижения в области металлургии легких металлов был избран членом-корреспондентом АН СССР по специальности «Металлургия и металловедение».
В 1962 году вернулся в Москву и до своей смерти в 1967 году был заведующим кафедры производства чистых металлов и полупроводниковых материалов Московского института стали и сплавов.
Со второй половины 1930-х годов жил в Москве на Большой Серпуховской улице, 17/44. Умер 4 июня 1967 года в Москве, похоронен на Ваганьковском кладбище (33 уч.). 
В архивах Российской академии наук имеются материалы, относящиеся к А. И. Беляеву.

## Научная и педагогическая деятельность
Основным направлением научной деятельности А. И. Беляева и его учеников являлись вопросы усовершенствования и создания новых способов производства легких металлов (алюминия, магния, бериллия, лития). Значительное внимание он уделял вопросам поверхностных явлений в расплавленных средах, изучению физико-химических свойств различных солевых систем, в частности электролитов для получения легких металлов, хлоридных расплавов, и их роли при рафинировании алюминиевых сплавов, созданию процессов получения сверхчистых металлов. Разработанный электролит алюминиевых ванн, содержащий в своем составе фтористый магний, был внедрен на заводах СССР и КНР.
Работая на Днепровском алюминиевом заводе в г. Запорожье совместно со своими однокурсниками и коллегами М. Б. Рапопортом и Е. И. Хазановым написал свою первую монографию «Алюминий», изданную в 1932 г. В 1937 г. А. И. Беляев защитил кандидатскую диссертацию на тему «Получение алюминия из сульфида алюминия». После демобилизации из действующей армии во время Великой Отечественной войны А. И. Беляев защитил докторскую диссертацию на тему "Поведение окислов в алюминиевой ванне, которая была продолжена и развита в опубликованной им в 1947 г. монографии «Физико-химические процессы при электролизе алюминия», переведенной на венгерский и китайский языки.
Фундаментальная монография «Физическая химия расплавленных солей», написанная А. И. Беляевым совместно с Е. А. Жемчужиной и Л. А. Фирсановой, переведена на немецкий язык, а «Электрометаллургия алюминия» (в соавторстве с М. Б. Рапопортом и Л. А. Фирсановой) — на китайский, немецкий и венгерский языки.
Научно-педагогическая деятельность А. И. Беляева сыграла важную роль в развитии производства легких металлов — в этой области им создана собственная научная школа. Среди его учеников — видные ученые и крупные работники алюминиевой промышленности СССР и зарубежных стран — Венгрии, Румынии, Польши, Болгарии. ГДР, КНР, КНДР, Чехословакии. Под его руководством на кафедре металлургии легких металлов МИЦМиЗ выросли известные ученые, профессора A.И. Лайнер, Л. А. Фирсанова, Е. А. Жемчужина, И. Т. Гульдин, М. А. Коленкова, производственники — директор Днепровского алюминиевого завода Д. В. Ильинков, зав. отделом цветной металлургии Госплана СССР B. А. Гармата, первый помощник министра цветной металлургии СССР А. Б. Верниковский, министр тяжелой промышленности Венгрии Секер Дьюла и т. д.
А. И. Беляевым подготовлено 30 кандидатов наук (в том числе 6 иностранцев) и 5 докторов наук. Его учебник «Металлургия легких металлов» стал настольной книгой для студентов и специалистов-металлургов, в период с 1940 по 1970 г. он выдержал 6 изданий и переведен на венгерский, корейский, польский, чешский и китайский языки.
А. И. Беляевым опубликовано 40 книг и брошюр, 170 научно-исследовательских работ и статей, получено 7 авторских свидетельств, 2 из которых внедрены в промышленность. Уже после смерти А. И. Беляева его коллегами в соавторстве были изданы 3 монографии по металлургии чистых металлов и физико-химическим основам очистки металлов и полупроводниковых материалов: «Получение чистого алюминия» (1967 г.), «Металлургия чистых металлов и элементарных полупроводников» (1969 г.). «Физико-химические основы очистки металлов и полупроводниковых материалов» (1973 г.).

## Награды
- Награждён орденами Ленина (1961) и «Знак Почёта» (1953), а также медалями[6], среди которых «За доблестный труд в годы Великой Отечественной войны» (1945), «В память 800-летия Москвы» (1948), «Советско-Китайская дружба» (1959).